# Persone di cognome Yu
| Questa pagina contiene informazioni ricavate automaticamente dalle voci biografiche con l'ausilio del template Bio e di un bot. L'aggiornamento è periodico e automatico e ricostruisce completamente la pagina. Se manca una persona in questa lista, sei pregato di non aggiungerla, ma accertati piuttosto che la sua voce biografica contenga il template Bio e che i dati anagrafici siano correttamente compilati. Se il template Bio manca, inseriscilo tu stesso o, in alternativa, metti l'avviso {{tmp\|Bio}} che ne segnala la mancanza. Se i dati riportati sono sbagliati, correggi direttamente la voce biografica; le modifiche saranno visibili in questa lista entro pochi giorni. Per chiarimenti vedi il progetto antroponimi. La lista contiene solo le 57 persone che sono citate nell'enciclopedia e per le quali è stato implementato correttamente il template Bio. Pagina aggiornata al 7 ago 2025. |

Questa è una lista di persone presenti nell'enciclopedia che hanno il cognome Yu, suddivise per attività principale.

## Allenatori di calcio(1)
- Yu Genwei, allenatore di calcio, dirigente sportivo e ex calciatore cinese (Tientsin, n. 1974)

## Artiste(1)
- Yu Xingze, artista cinese (Contea autonoma manciù di Xiuyan, n. 1976)

## Attori(2)
- Yu Shizhi, attore cinese (Tangshan, n. 1927 - Pechino, † 2013)
- Yu Yang, attore cinese (Contea di Huang, n. 1930 - Pechino, † 2025)

## Attrici(3)
- Elizabeth Yu, attrice statunitense (Mystic Island, n. 2002)
- Yu Lan, attrice cinese (Xiuyan, n. 1921 - Pechino, † 2020)
- Reen Yu, attrice e modella taiwanese (Taiwan, n. 1987)

## Biatlete(1)
- Yu Shumei, ex biatleta cinese (Dalian, n. 1977)

## Calciatori(8)
- Yu Dabao, ex calciatore cinese (Qingdao, n. 1988)
- Yu Hai, ex calciatore cinese (Luoyang, n. 1987)
- Yu Hanchao, calciatore cinese (Dalian, n. 1987)
- Yu Ming, ex calciatore cinese (Dalian, n. 1971)
- Yu Tao, calciatore cinese (Shanghai, n. 1981)
- Yu Weiliang, ex calciatore cinese (Shanghai, n. 1973)
- Yu Weiteng, ex calciatore cinese (n. 1966)
- Yu Yang, calciatore cinese (Tientsin, n. 1989)

## Cantanti(2)
- Chyi Yu, cantante taiwanese (Taichung, n. 1958)
- Harlem Yu, cantante, compositore e conduttore televisivo taiwanese (Taipei, n. 1961)

## Cardinali(1)
- Paul Yu Bin, cardinale e arcivescovo cattolico cinese (Lan-si Sien, n. 1901 - Roma, † 1978)

## Cestiste(3)
- Yu Jeong-ae, ex cestista sudcoreana (n. 1969)
- Yu Yeong-ju, ex cestista sudcoreana (Incheon, n. 1971)
- Yu Ying, ex cestista cinese (Weihai, n. 1976)

## Cestisti(5)
- Yu Hui-hyeong, ex cestista sudcoreano (Chungson, n. 1949)
- Yu Jae-hak, ex cestista e allenatore di pallacanestro sudcoreano (n. 1963)
- Yu Jingxiao, cestista cinese (n. 1911)
- Yu Ruizhang, cestista cinese (Guilin, n. 1923 - † 2008)
- Yu Shulong, ex cestista cinese (Jilin, n. 1990)

## Direttori della fotografia(1)
- Yu Lik-wai, direttore della fotografia e regista hongkonghese (Hong Kong, n. 1964)

## Discobole(1)
- Yu Xin, ex discobola cinese (n. 1977)

## Generali(2)
- Yu Dayou, generale cinese (Jinjiang, n. 1503 - † 1579)
- Yu Jin, generale cinese († 220)

## Giocatrici di badminton(2)
- Angela Yu, giocatrice di badminton australiana (n. 2003)
- Yu Yang, ex giocatrice di badminton cinese (Haicheng, n. 1986)

## Goiste(1)
- Yu Zhiying, giocatrice di go cinese (Jiangsu, n. 1997)

## Goisti(2)
- Yu Bin, goista cinese (Zhejiang, n. 1967)
- Yu Zhengqi, goista taiwanese (n. 1995)

## Judoka(1)
- Yu Song, judoka cinese (Qingdao, n. 1986)

## Modelle(2)
- Kaila Yu, modella e cantante taiwanese (Taipei, n. 1979)
- Yu Wenxia, modella e attrice cinese (Shangzhi, n. 1989)

## Musicisti(1)
- Yu Long, musicista e direttore d'orchestra cinese (Shanghai, n. 1964)

## Nuotatrici(2)
- Yu Yiting, nuotatrice cinese (Quzhou, n. 2005)
- Yu Zidi, nuotatrice cinese (Baoding, n. 2012)

## Pattinatrici artistiche su ghiaccio(1)
- Yu Xiaoyu, pattinatrice artistica su ghiaccio cinese (Pechino, n. 1996)

## Pattinatrici di velocità su ghiaccio(1)
- Yu Jing, pattinatrice di velocità su ghiaccio cinese (Harbin, n. 1985)

## Politici(1)
- San Yu, politico e generale birmano (Prome, n. 1918 - Yangon, † 1996)

## Registe(1)
- Jessica Yu, regista statunitense (New York, n. 1966)

## Registi(1)
- Ronny Yu, regista, sceneggiatore e produttore cinematografico cinese (Hong Kong, n. 1950)

## Scacchiste(1)
- Jennifer Yu, scacchista statunitense (Ithaca, n. 2002)

## Scacchisti(1)
- Yu Yangyi, scacchista cinese (Huangshi, n. 1994)

## Schermidori(1)
- Yu Bong-hyeong, ex schermidore sudcoreano (n. 1970)

## Scrittori(2)
- Charles Yu, scrittore statunitense (Los Angeles, n. 1976)
- Yu Dafu, scrittore e poeta cinese (Fuyang, n. 1896 - † 1945)

## Tennistavoliste(1)
- Yu Sun-bok, ex tennistavolista nordcoreana (n. 1970)

## Tiratori a segno(1)
- Xie Yu, tiratore a segno cinese (Guizhou, n. 2000)

## Tiratrici a segno(1)
- Yu Dan, tiratrice a segno cinese (Chengdu, n. 1987)

## Tuffatori(1)
- Yu Zhuocheng, ex tuffatore cinese (Guangdong, n. 1975)

## Wrestler(1)
- Wendy Choo, wrestler statunitense (Queens, n. 1992)